# Купальница Кытманова
Купа́льница Кытма́нова (лат. Trollius kytmanovii) — травянистое многолетнее растение рода Купальница семейства Лютиковые (Ranunculaceae). В литературе XX века купальницу Кытманова не отличали от купальницы азиатской (лат. Trollius asiaticus), поэтому сведения об этих растениях часто перепутаны. 
Впервые растение, как отдельный вид Trollius kytmanovii, было описано профессором Ревердатто в Систематических заметках по материалам гербария имени Крылова.
Также растение упоминается под названием купальницы иркутской (лат. Trollius ircuticus).

## Распространение
Встречается в Восточной Сибири. Это наиболее распространённый вид купальницы на юге Иркутской области (в частности, на Иркутско-Черемховской равнине), встречается также в западной части Бурятии.
Растёт по сырым лугам, лесным полянам, в лесах.

## Ботаническое описание
Стебель гладкий, прямостоячий, одиночный, простой или ветвистый, 20―60 см высотой.
Прикорневые листья на длинных черешках, пластинки их в очертании пятиугольные, до основания рассечённые на 5 ромбических сегментов, глубоко надрезанных на неравнозубчатые дольки. Стеблевые листья в числе 1—5, нижние черешковые, верхние сидячие, с пластинками, сходными с прикорневыми, но кверху мельчающими.
Цветки крупные, до 5 см в диаметре. Чашелистики жёлто-оранжевые или жёлтые. Лепестки в полтора-два раза длиннее тычинок, но заметно короче чашелистиков, линейные или немного расширенные к основанию.
Плод из многочисленных листовок 6—8 мм длиной, с прямым (1,5—2 мм) носиком.

## Химический состав
Химический состав схож с купальницей азиатской. В траве, листьях и цветках содержатся алкалоиды, флавоноиды, кумарины и витамины, а также микроэлементы (марганец, железо, кальций и другие). Корни содержат алкалоид магновлорин. В семенах имеется жирное масло.

## Таксономия
Trollius kytmanovii Reverd., Систематические заметки по материалам Гербария им. П. Н. Крылова при Томском государственном университете им. В. В. Куйбышева 1: 1 (1943)
Вид назван в честь енисейского натуралиста Александра Игнатьевича Кытманова.

### Синонимы
- Trollius asiaticus var. stenopetalis Regel, Bull. Soc. Imp. Naturalistes Moscou 34(II): 57 (1862)
- Trollius stenopetalus (Regel) T.V.Egorova & Sipliv., Novosti Sist. Vyssh. Rast. 6: 239 (1970), nom. illeg.

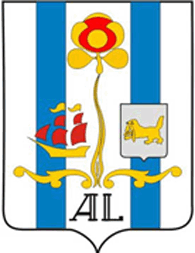
Герб Шелехова

- Trollius ircuticus Sipliv., Novosti Sist. Vyssh. Rast. 9: 170 (1972)

## В геральдике
Купальница Кытманова — главный символ герба города Шелехова Иркутской области.